# برشته‌پر شوخ‌چشم
برشته‌پر شوخ‌چشم (نام علمی: Mycalesis patnia) نام یک گونه از سرده برشته‌پرها است.